# Kirsten Brendel
Kirsten Marie Brendel (* 12. Mai 1970) ist eine ehemalige US-amerikanisch-deutsche Basketballspielerin.

## Laufbahn
Die aus dem Ort Holmdel (US-Bundesstaat New Jersey) stammende Brendel, die über die US-amerikanische sowie die deutsche Staatsbürgerschaft verfügt, spielte bis 1991 an der University of Pennsylvania. Mit 1656 Punkten und 847 Rebounds lag die Flügelspielerin in beiden statistischen Kategorien an der Spitze der ewigen Bestenliste der Hochschule, als sie diese verließ. In der Saison 1990/91 brachte sie es auf einen Wert von 24,3 Punkten je Begegnung.
Brendel wechselte nach Australien und stand während der Frühjahrssaison 1991 bei den Lithgow Lazers unter Vertrag, für die sie in der New South Wales League im Schnitt 25,4 Punkte sowie 15 Rebounds je Begegnung erzielte. 1992 spielte sie ebenfalls in Australien, diesmal für die Sydney Akai Flames in der WNBL (Women’s National Basketball League). Anschließend spielte sie 1992/93 in Birsfelden in der Schweiz und trumpfte dort mit einem Punkteschnitt von 31,2 auf. Ab der Saison 1993/94 war sie in der 1. Damen-Basketball-Bundesliga in Deutschland beschäftigt: Die 1,82 Meter messende Brendel verstärkte den Heidenheimer SB und war in der Bundesliga-Hauptrunde mit 22,5 Punkte je Einsatz zweitbeste Korbschützin der Liga, verpasste mit Heidenheim allerdings den Klassenerhalt. Brendel blieb in der Bundesliga, indem sie zum Spieljahr 1994/95 zum Osnabrücker SC wechselte. Sie erreichte mit dem OSC das Endspiel im deutschen Pokalwettbewerb, unterlag dort aber Wuppertal. Mit Osnabrück trat Brendel 94/95 auch im Europapokal (Ronchetti Cup) an.
1996/97 stand sie in Diensten des Bundesligisten KuSG Leimen. Während ihrer Zeit in Deutschland erwarb Brendel einen Hochschulabschluss im Fach Internationale Wirtschaft und begann ihre berufliche Laufbahn beim Unternehmen SAP. Im Spieljahr 1999/2000 verstärkte Brendel noch den Regionalligisten TG Sandhausen. Im Jahr 2000 beendete sie ihre Profilaufbahn. Anschließend ging sie in die Vereinigten Staaten zurück und arbeitete für dortige SAP-Zweigstellen in Pennsylvania und New York.